# Lago Vlasina
Lago Vlasina (en serbio: Власинско језеро, Vlasinsko jezero) es un lago semiartificial en el sudeste de Serbia. Situado a una altitud de 1211 m s. n. m., con la longitud de 16 km²., es el mayor lago artificial en Serbia. Fue creado en 1947-51, cuando el turbal Vlasinsko llamado Blato (Vlasina barro) fue cerrada por un dique y sumergidos por las aguas de los ríos, principalmente rio Vlasina.

## Geografía
El lago está situado en [42 ° 42'N 22 ° 20'E / 42.7 ° N 22,333 ° E / 42,7; 22.333], en la meseta Vlasina, con 1211 m s. n. m. . Su superficie se reparte entre los municipios de Surdulica y Crna Trava. La meseta está rodeada por montañas de Čemernik,Vardenik y Gramada. El lago se extiende en la dirección norte-sur, con la longitud de unos 9,5 km y la máxima anchura de unos 3,5 km. Su profundidad media es de 10,5 m, mientras que la profundidad máxima es de 34 m, cerca de la presa. La parte central del lago es muy amplia, de 10-15 m de profundidad. Su costa oriental es irregular, con dos bahías: grandes y pequeños Biljanina bara Murin Zaliv separados por Taraija península. La parte sur de la isla, entre la península y del Bratanov la boca de Božićki kanal es menor (2-6 m), con costas pantanosas y turberas.
La presa se encuentra en la parte noroeste del lago. Se trata de un muro de presa, construida de hormigón núcleo lleno de tierra y cubierta. Fue construida de 1946 a 1948, cuando el agua se acumula. Se trata de 239 m de largo, 139 m de ancho en la base y 5,5 m en la parte superior, y 34 m de altura (de los cuales 25,7 m sobre el nivel del suelo). La acumulación se crea en torno a 1,65 km³ de volumen. De éstos, 1,05 km³ es viable para la explotación hidroeléctrica. [5] El sistema de 4 plantas hidroeléctricas denominado VRLA (I-IV) se encuentra río abajo del lago, sobre el río Vlasina, con la capacidad total de 125 MW. [6]. Una parte de la hidroeléctrica es la estación de bombeo "lisina", que en las bombas de agua del lago cerca de lisina, principalmente en los meses de verano. El Vlasina también es alimentado por numerosos arroyos, que descienden desde las montañas que la rodean. El nivel del agua varía en función de la afluencia de agua y desagüe de la presa. [4] Dos canales artificiales cerca de entrar en el lago de la represa: Čemernički kanal del oeste y del este Strvna. [4]
El lago es el más fácil acceso desde el lado suroeste, por una sección de 19 km de largo de la carretera M1.13 magistral de Surdulica, que a su vez se encuentra 10 km al este de Skopje Niš-autopista de la Ruta europea E75. El camino se extiende hacia el oeste, hacia el cruce fronterizo de Bulgaria Strezimirovci, a unos 20 kilómetros de distancia. A lo largo de la costa oeste, la carretera regional a través de R122 conduce hacia la represa Crna Trava en el norte del país.

## Islas
Hay dos puestos permanentes en las islas del lago, a lo largo de su costa oriental: Dugi del (7,84 ha) y Stratorija (1,82 hectáreas). Junto con las islas, una de las más famosas del lago características son las islas flotantes , que ocurren cuando el agua durante los altos niveles rompe los trozos sueltos de la turba en las costas, 0,5-2 m de espesor. Impulsada por el viento, que flotan a la orilla de un lago a otro, llevando la flora y la fauna, y que actúa como refugio y fuente de alimento para los peces por debajo. Por esa razón, son un lugar atractivo para los pescadores. La isla más grande tiene la superficie de 8 ha, y se conoce como "Moby Dick-" por la población local. Se trata de cubiertas de densa vegetación, incluidos los abedules. Sin embargo, la mayoría del tiempo que está anclada a lo largo de las orillas.

## Agua
La temperatura del agua alcanza 21-23 °C en los meses de verano, perfecto para un baño refrescante. Se congela en el invierno, y la corteza de hielo puede ser de hasta 2 metros de espesor. La temperatura también varía con la localización y profundidad. En la aldea de Topli Do sur del lago, hay una fábrica de agua "Vlasinka", que produce la alta calidad de agua oligomineral "Vlasinska Rosa", una marca de renombre en Serbia. Fue comprado por Coca Cola Company en 2005. 

## Turismo
La capacidad actual de turismo incluyen alrededor de 300 camas en hoteles "Vlasina" y "Narcís", ofreciendo una modesta gama de servicios. Junto con los turistas regulares, a menudo de acogida equipos deportivos de Serbia y del extranjero, ya que el lago es un destino popular para de capacitación de verano debido a su gran altura. Instalaciones deportivas incluyen un gran campo de fútbol, campo de deportes y pequeños gimnasios.
Un ambicioso proyecto para el desarrollo del turismo está prevista para la zona Vlasina por el Plan de desarrollo del país y el Ministerio de Turismo, y se ha incluido en los "21 proyectos para el siglo 21".
El proyecto dispone de un nuevo centro turístico de Novi Rid, con 1000 camas y centro comercial, centro turístico Krstinci con 350 camas, en el centro "Džukelice" para los deportes de verano, una marina para barcos de vela (los barcos de motor están prohibidos en el lago ), un número de remontes e instalaciones para el esquí nórdico.
- Datos: Q2140169
- Multimedia: Vlasina Lake / Q2140169